# Pragmatismo

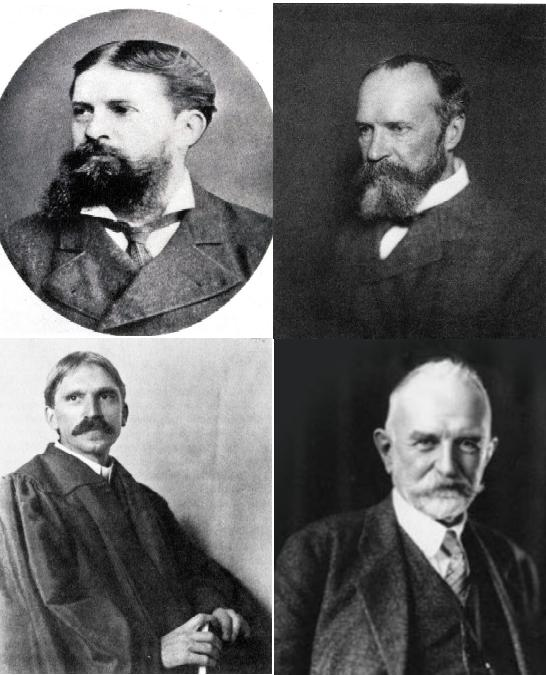
Os Pragmatistas C. Peirce, W. James, J. Dewey e G. H. Mead respectivamente

O pragmatismo constitui uma escola de filosofia estabelecida no final do século XIX, com origem no Metaphysical Club, um grupo de especulação filosófica liderado pelo lógico Charles Sanders Peirce, pelo psicólogo William James e pelo jurista Oliver Wendell Holmes, Jr., congregando em seguida acadêmicos importantes dos Estados Unidos. Segundo essa doutrina metafísica, o sentido de uma ideia corresponde ao conjunto dos seus desdobramentos práticos.
O primeiro registro do termo pragmatismo ocorreu em 1898, tendo sido usado por William James. Este creditou a autoria do termo a Charles Sanders Peirce, que o teria criado no início dos anos 1870. A partir de 1905, Peirce passou a usar o termo pragmaticismo para designar sua filosofia, rejeitando o nome original, que estaria sendo usado por "jornais literários" de uma maneira que não aprovava. A questão que distingue o pragmatismo do pragmaticismo reside principalmente no entendimento dado a esta locução - "desdobramentos práticos". Segundo a máxima pragmática de Peirce, o sentido de todo símbolo ou conceito depende da totalidade das possibilidades de formação de condutas deliberadas a partir da crença na verdade deste conceito ou símbolo. Neste leque, incluem-se desde os efeitos mais prosaicos até as condutas mentais mais remotas. Neste aspecto, porque o pragmatismo daria relevância apenas às evidências empíricas e às práticas mais vantajosas para o sujeito individual, pode ser considerado uma doutrina filosófica menos exigente que o pragmaticismo.
O pragmatismo se aproxima do sentido popular, segundo o qual um sujeito "pragmático" é aquele que tem o hábito mental de reduzir o sentido dos fenômenos à avaliação de seus aspectos úteis, necessários, limitando a especulação aos efeitos práticos, de valor utilitário, do pensamento. Peirce, aliás, justifica a invenção do desajeitado termo "pragmaticismo" justamente como meio de tornar a  sua concepção de pragmatismo "feia demais para seus sequestradores", ou seja, para evitar que também este conceito tivesse seu sentido psicologizado. Segundo ele, foi o que, lamentavelmente, aconteceu com o pragmatismo depois que saiu do Metaphysical Club.
A Filosofia do Processo (ou Filosofia do Organismo), desenvolvida nos anos 1930 e 1940 por Alfred North Whitehead, mesmo sem contato direto com os Collected Papers peirceanos, mostra-se convergente com a cosmologia do pragmaticismo. Em ambos os casos, o universo é concebido como um agregado emergente de eventos e não mais, como na perspectiva filosófica moderna (inclusive a implícita à filosofia da linguagem iniciada por Wittgenstein), como uma coleção de fatos. Recentemente, esta convergência entre a filosofia do processo e o pragmaticismo foi explorada pelo filósofo neerlandês Guy Debrock. A partir delas, Debrock sintetiza o que ele chama de pragmatismo processual. Também recentemente, o projeto realista do pragmatismo foi reformulado por Richard Rorty.

## História
Para William James, Sócrates era um adepto do pragmatismo, Aristóteles usava-o  metodicamente e Locke, Berkeley e Hume fizeram contribuições para a verdade por esse meio.
O pragmatismo foi a primeira filosofia estadunidense elaborada autonomamente. Inspirada em Ralph Waldo Emerson, seus fundadores foram Charles Sanders Peirce, com seu artigo How to make our ideas clear, e William James, que retomou as ideias de Peirce, popularizando-as em sua coletânea "O Pragmatismo". Durante o início do século XX, o pragmatismo espalhou-se rapidamente pela cultura estadunidense, e foi além até outras culturas e povos.
O pragmatismo se impôs nos EUA como corrente dominante antes da Segunda Guerra Mundial, sofrendo posteriormente um longo eclipse, dada a predominância da filosofia analítica. Seu ressurgimento deveu-se sobretudo à obra de Richard Rorty. Egresso da corrente analítica mas extremamente original, Rorty foi criticado por suas ideias acerca do fim da filosofia e por seu pretenso relativismo. Considerava-se principalmente um discípulo de Dewey, mas também fortemente inspirado pelos grandes nomes da filosofia continental - Hegel, Nietzsche, Heidegger, Foucault e Derrida. Até hoje o pragmatismo é bastante popular e difundido nos EUA e tem um forte impacto sobre sua cultura.

## Filosofia
Para Peirce o significado de qualquer conceito é a soma de suas todas consequências possíveis.
Para William James a utilidade da filosofia deveria ser investigar apenas o que realmente faz diferença na nossa vida prática. Assim, ele vai contra as reflexões filosóficas abstratas e insuficientes, princípios fixos e absolutos, sistemas fechados e teorias sobre origens. James defende que teorias são instrumentos e não respostas para enigmas, pois respostas nos permitem descansar tranquilos enquanto instrumentos somente são úteis quando utilizados com finalidades práticas. Ele também acrescenta:
O método pragmatista é, antes de tudo, um método de terminar discussões metafísicas que, de outro modo, seriam intermináveis. O mundo é um ou muitos? Livre ou fadado? Material ou espiritual? Essas noções podem ou não trazer bem para o mundo; e as disputas sobre elas são intermináveis. O método pragmático nesse caso é tentar interpretar cada noção identificando as suas respectivas consequências práticas (...) Se nenhuma diferença prática puder ser identificada, então as alternativas significam praticamente a mesma coisa, e a disputa é inútil.
Além disso, Jonh Dewey, em sua filosofia, tenta combater o dualismo proposto pelo empirismo de Francis Bacon. Para o filósofo americano, não é possível separar razão e experiência, teoria e prática, homem e natureza, pois o mundo é uno. Dewey acredita que a mente humana tem função na vida prática dos indivíduos, não podendo se afastar nem das reflexões filosóficas nem de sua utilidade. Ao contrário do que afirma a filosofia clássica, o homem não está isolado no mundo, mas, ao contrário, pertence a ele.

### Epistemologia
O pragmatismo original é contra a ciência pela própria ciência. Para ele um estudo só se justifica caso tenha alguma utilidade social, mesmo que a longo prazo, mas dando preferência ao que tiver utilidade imediata. E, ao mesmo tempo, defende que uma teoria só pode ser comprovada pelas suas evidências práticas, tendo assim semelhanças com o empirismo.
Tais semelhanças com o empirismo vêm da constante crítica que o pragmatismo faz a essa filosofia, chegando ao ponto de ser chamado de "empirismo reformado" por William James. O filósofo pragmatista fez essa afirmação por pensar que o pragmatismo veio para aprimorar o pensamento empírico com o objetivo de aplicá-lo de maneira útil na vida dos indivíduos e comunidades.
Também existem muitas semelhanças entre a filosofia pragmática de William James e a análise do comportamento fundada pelo psicólogo Skinner. É importante lembrar que William James foi um dos fundadores da psicologia moderna portanto provavelmente influenciou Skinner diretamente na fundação do comportamentalismo

## Comunicação
O pragmatismo constitui-se uma fonte importante para os estudos da Comunicação ao abordar os conceitos de linguagem e comunicação. Três características dessa filosofia permitiram fixar conceitos no plano prático da realidade:
1. a rejeição ao dualismo presente na filosofia cartesiana;
2. a postura empirista radical de William James; e
3. a nova relação do sujeito com seu objeto de conhecimento. Elas se distanciam do caráter abstrato do conhecimento ao criticar a metafísica e o racionalismo; ao apresentar ideias complementares ao empirismo clássico e ao chamar atenção para a nova relação sujeito-objeto, onde este último, num processo comunitário, passa de espectador exterior ao objeto a agente criador do próprio, formador de significados. De acordo com essa ideia, objeto e sujeito estão imbricados.[7]

A linguagem, na ótica pragmatista, extrapola os limites do texto e atinge uma característica interacional, pautada na situação, constituindo o mundo que referencia o sujeito. Em acordo com o pragmatismo, a interação social, possibilitada pela linguagem, é realizada em atos (no momento da ação) e varia em função dos contextos. O entendimento de uma ação situada em um dado contexto pode implicar a ideia de contrato de comunicação. O contrato comunicacional molda a realidade e propõe acordos tácitos entre sujeitos durante atos comunicativos, inconscientemente, e baseia-se em outros textos, comum aos participantes da ação.

## Críticas
O filósofo e Prêmio Nobel de Literatura Bertrand Russell criticou especialmente o critério de verdade do pragmatismo. Segundo Russell, para os pragmatistas uma crença deve ser julgada verdadeira na medida em que as consequências práticas da adoção dessa crença sejam boas. Então, diz Russell, 'verdade' seria qualquer coisa na qual compensasse acreditar. "A noção de que é muito fácil saber quando as consequências de uma crença são boas - fácil a ponto de uma teoria do conhecimento não precisar levar em conta uma coisa tão simples - tal noção, devo dizer, parece-me uma das mais estranhas assunções que uma teoria do conhecimento possa fazer." Para Russell, é óbvio que existe uma transição  entre considerar  uma crença útil e assumi-la como verdadeira - uma diferença que a definição pragmatista de 'verdade' ignora, sem no entanto destruir o significado comumente dado à palavra  'verdade', o que resultaria, na sua opinião, em uma irremediável inadequação entre critério de verdade e significado da palavra verdade - entre os 'fato' e as 'verdade'. "'Fatos', dizem eles [os pragmatistas], não são verdadeiros nem falsos, ou seja, a verdade não tem nada a ver com os fatos. Russell aponta inconsistências lógicas na filosofia pragmatista, tais como jogos de palavras e afirmações tautológicas. O pragmatismo não apresenta nenhuma razão para que a verdade e a utilidade andem sempre juntas. Além disso, adotar utilidade como critério de verdade nem mesmo é  útil, segundo Russell, porque geralmente é mais difícil descobrir se uma crença é útil do que descobrir se ela é verdadeira. Finalmente, não sendo apresentada nenhuma razão pela qual a verdade e a utilidade devam andar juntas.
Max Horkheimer, em Eclipse da Razão, faz uma crítica semelhante e acrescenta que, ao definir todo meio apenas pelo fim que ele almeja atingir, o pragmatismo fomenta uma sociedade que não dá valor para a reflexão e a meditação - e por isso mesmo é que foi fundado e se tornou tão popular nos Estados Unidos. Dewey revidou as críticas, defendendo que o objetivo do pragmatismo não é chegar a um objetivo último supersantificado - isso é absolutismo. Ao contrário, o objetivo é justamente levar à reflexão sobre o que é o melhor para a humanidade, refletindo sobre as mudanças necessárias para se adequar ao contexto dinâmico das nossas sociedades.